# هلاس ست
هلاس ست (انگلیسی: Hellas Sat) شرکت مخابرات یونانی است. 